# Lainville-en-Vexin
Lainville-en-Vexin és un municipi francès, situat al departament d'Yvelines i a la regió de Illa de França. L'any 2007 tenia 787 habitants.
Forma part del cantó de Limay, del districte de Rambouillet i de la Comunitat urbana Grand Paris Seine et Oise.

## Demografia

### Població
El 2007 la població de fet de Lainville-en-Vexin era de 787 persones. Hi havia 255 famílies, de les quals 28 eren unipersonals (20 homes vivint sols i 8 dones vivint soles), 56 parelles sense fills, 143 parelles amb fills i 28 famílies monoparentals amb fills.
La població ha evolucionat segons el següent gràfic:
Habitants censats

### Habitatges
El 2007 hi havia 371 habitatges, 260 eren l'habitatge principal de la família, 98 eren segones residències i 13 estaven desocupats. 368 eren cases i 2 eren apartaments. Dels 260 habitatges principals, 237 estaven ocupats pels seus propietaris, 15 estaven llogats i ocupats pels llogaters i 8 estaven cedits a títol gratuït; 3 tenien dues cambres, 22 en tenien tres, 61 en tenien quatre i 175 en tenien cinc o més. 218 habitatges disposaven pel capbaix d'una plaça de pàrquing. A 65 habitatges hi havia un automòbil i a 190 n'hi havia dos o més.

### Piràmide de població
La piràmide de població per edats i sexe el 2009 era:
| Homes | Edats   | Dones |
| ----- | ------- | ----- |
| 0     | 95 o +  | 0     |
| 0     | 90 a 94 | 0     |
| 0     | 85 a 89 | 4     |
| 0     | 80 a 84 | 0     |
| 4     | 75 a 79 | 0     |
| 4     | 70 a 74 | 16    |
| 24    | 65 a 69 | 4     |
| 12    | 60 a 64 | 4     |
| 8     | 55 a 59 | 16    |
| 32    | 50 a 54 | 36    |
| 44    | 45 a 49 | 40    |
| 20    | 40 a 44 | 40    |
| 24    | 35 a 39 | 12    |
| 44    | 30 a 34 | 20    |
| 12    | 25 a 29 | 24    |
| 16    | 20 a 24 | 32    |
| 44    | 15 a 19 | 32    |
| 36    | 10 a 14 | 44    |
| 28    | 5 a 9   | 36    |
| 28    | 0 a 4   | 16    |

## Economia
El 2007 la població en edat de treballar era de 539 persones, 439 eren actives i 100 eren inactives. De les 439 persones actives 410 estaven ocupades (218 homes i 192 dones) i 30 estaven aturades (15 homes i 15 dones). De les 100 persones inactives 24 estaven jubilades, 41 estaven estudiant i 35 estaven classificades com a «altres inactius».

### Ingressos
El 2009 a Lainville-en-Vexin hi havia 277 unitats fiscals que integraven 840 persones, la mediana anual d'ingressos fiscals per persona era de 24.828 €.

### Activitats econòmiques
Dels 28 establiments que hi havia el 2007, 1 era d'una empresa de fabricació d'altres productes industrials, 6 d'empreses de construcció, 5 d'empreses de comerç i reparació d'automòbils, 2 d'empreses de transport, 1 d'una empresa d'hostatgeria i restauració, 1 d'una empresa financera, 3 d'empreses immobiliàries, 7 d'empreses de serveis, 1 d'una entitat de l'administració pública i 1 d'una empresa classificada com a «altres activitats de serveis».
Dels 7 establiments de servei als particulars que hi havia el 2009, 1 era un taller de reparació d'automòbils i de material agrícola, 1 taller d'inspecció tècnica de vehicles, 1 paleta, 1 fusteria, 1 electricista, 1 perruqueria i 1 restaurant.
L'any 2000 a Lainville-en-Vexin hi havia 4 explotacions agrícoles.

## Equipaments sanitaris i escolars
El 2009 hi havia una escola elemental.

## Poblacions més properes
El següent diagrama mostra les poblacions més properes.